# Eimear Quinn
Eimear Quinn (IPA: [ˈeɪməˌkwiːn], írül Eimear Ní Chuinn, IPA: [ˈɪmʲəɾˠ ˈnʲiː ˈxiːn̪ʲ]; Dublin, 1973 –) ír énekesnő.

## Életpályája
Az 1996-os Eurovíziós Dalfesztiválon Írország rekordot jelentő hetedik győzelmét aratta The Voice („A hang”) című dalával. A dal az ír slágerlistán 3. volt, az Egyesült Királyságban a 40. helyig jutott.
A 2006-os Eurovíziós Dalfesztiválon az ír pontok bemondójaként vett részt.

## Diszkográfiája
- 1995: Omnis (Anúna énekkar tagjaként)
- 1996: The Voice (kislemez)
- 1996: Winter, Fire and Snow
- 2001: Through the Lense of a Tear
- 2006: Gatherings

## Külső hivatkozások
- Eimear Quinn az Internet Movie Database oldalain
- Hivatalos honlap (angol nyelven)
- Videó: The Voice

1. ↑  https://eurovisionworld.com/eurovision. (Hozzáférés: 2025. február 4.)